# Algerisch-ungarische Beziehungen
Die Beziehungen zwischen Algerien und Ungarn (Arabisch: العلاقات بين الجزائر والمجر; ungarisch: Algéria és Magyarország kapcsolatai) basieren auf den bilateralen Beziehungen zwischen Algerien und Ungarn. Beide Staaten nahmen ihre Beziehungen 1962, unmittelbar nach der Unabhängigkeit Algeriens, zueinander auf. Algerien hat eine Botschaft in Budapest und Ungarn unterhält eine Botschaft in Algier.

## Geschichte
Erste intensivere Berührungspunkte zwischen beiden Nationen finden sich im Osmanischen Reich wieder, zu welchem Algerien als Beylerbeylik und später als Eyalet von 1516 bis 1830 und Ungarn als Eyalet von 1541 bis 1699 dazugehörten. Beide Staaten stellten seit ihrer Eingliederung in das Osmanische Reich Grenzprovinzen dar. Algerien in Nordafrika und Ungarn in Osteuropa. Nordafrikanische Korsaren, hauptsächlich aus Algerien, und die Regentschaft von Algier kämpften im Zuge des Türkenkriege an der Seite der Osmanen und hatten einen wesentlichen Anteil am militärischen Sieg, was letztendlich in der Eroberung Ungarns endete. Während der osmanischen Zeit kamen bis zu 80.000 Einwanderer aus verschiedenen Gebieten des Reiches um Ungarn nach dem Krieg wieder aufzubauen. Unter den hauptsächlich aus dem Kaukasus und der heutige Ukraine stammenden Menschen befanden sich auch kleine Volksgruppen aus Nordafrika.
Nach der Rückeroberung Ungarns 1699 durch Österreich flachten die Beziehungen ab. Die algerisch-ungarischen Beziehungen im gesamten 18. Jahrhundert spiegeln sich in den Beziehungen zwischen den Osmanen und der Habsburger wieder. Zu diesem Zeitpunkt war die Beziehung geprägt durch Interessenskonflikte und ungeklärte Machtfragen auf dem Balkan und mit Russland. In militärischen Konfrontationen stellten die Korsaren aus Algier einen elementare Bestandteil der osmanischen Streitmacht auf See dar. Die Beziehungen brachen 1830 nach der blutigen und brutalen Kolonisation Algeriens durch Frankreich bis aufs weitere ab.

## Moderne

### 1960er Jahre
Die modernen Beziehungen zwischen Algerien und Ungarn sind Teil der Arabisch-ungarischen Beziehungen. Nach dem blutigen Unabhängigkeitskrieg gegen die damalige Kolonial- und Besatzermacht Frankreich erlebte das unabhängige Algerien einen politischen Strukturwandel in Form des Sozialismus. Ungarn, Teil des damaligen Ostblocks, verfolgte Innenpolitisch eine ähnliche Agenda.
1963 beauftragte der erste Präsident Algeriens, Ahmed Ben Bella ungarische Architekten mit dem Bau des algerischen Olympiastadion. Demnach ließen sie das Stadion am Abbild des Népstadion in Ungarn errichten. Während den Bauarbeiten kam es zu einem geplanten Sabotageversuch seitens bulgarischer Arbeiter, welches jedoch frühzeitig aufgeklärt und verhindert werden konnte. In den Folgejahren wurden weitere Gebäudekomplexe in Algerien, wie zum Beispiel Krankenhäuser, Bildungseinrichtungen und Wohnkomplexe von Architekten aus Ungarn errichtet. Ungarn unterstützte Algerien im Algerisch-Marokkanischen Grenzkrieg von 1963 auf diplomatischer Weise.
1969 kam es zu der sogenannten El Tok Affäre. In dem Jahr wurde ein neuer Botschafter in Algier, namens Zoltán Zsigmond, ernannt. Im Zuge eines kommunistischen Kongress in Tripolis, Libyen leitete dieser rechtswidrige Aktionen der kommunistischen Partei Algeriens, die PAGS. Die algerische Regierung sah dies als Intervention innenpolitischer Angelegenheiten und verurteilte Ungarn scharf. Die Beziehungen wurden für mehrere Jahre auf Eis gelegt.

### 1970er Jahre
1971 besuchte der damalige Präsident Ungarns, Pál Losonczi seinen algerischen Amtskollegen Houari Boumedienne in der Landeshauptstadt Algier. Es wurden viele wichtige wirtschaftliche Vereinbarungen der beiden Staaten beschlossen, beispielsweise die Anwerbung von Arbeitskräften. Es war der erste Präsidentenbesuch eines Ungarn in Algerien.
Nach dem verlorenen Sechstagekrieg 1967 bekundeten die kommunistischen Staaten unter der Schirmherrschaft der Sowjetunion ihre Unterstützung der arabischen Staaten in ihrem Kampf gegen Israel und dem Westen. Ungarn bot 1973 während des Jom-Kippur-Krieges mehrfach den arabischen Staaten, darunter auch Algerien, seine Hilfe an. Ungarn sandte Sanitäre nach Ägypten um die dortige Armee zu unterstützen. In Ägypten war zur selben Zeit die algerische Armee stationiert. Algerien und Ungarn teilten während der kommunistischen Regierungszeit politisch gleiche Ansichten zur Palästinafrage.
Die Politik Ungarns hielt bis zum Jahr 1989 an.

### 2000er Jahre bis Heute
Die Beziehungen zwischen Algerien und Ungarn wurden Anfang der 2000er Jahre unter Abdelaziz Bouteflika wieder aufgenommen, werden jedoch aufgrund der politischen Maßnahmen unter Präsident Orban schwer belastet.